# Family Gay
Family Gay («Семейный гей») — восьмая серия седьмого сезона мультсериала «Гриффины». Премьерный показ состоялся 8 марта 2009 года на канале FOX.

## Сюжет
Питер на аукционе покупает по дешёвке умственно отсталого коня. Он называет его До́Смерти (Till Death) и решает стать «коневодом»: собирает его сперму в семейный холодильник, а потом вообще отправляет коня на скачки. Однако там этот конь ломает трибуны и ранит ребёнка, так что Гриффинам предстоит выплатить причинённый ущерб: 100 000 долларов. Самого коня, получившего инфаркт, Питер приканчивает, вбрасывая в аптеку Морта Голдмана. В самом конце эпизода Морт вбросит его обратно Гриффинам на обеденный стол.
Чтобы добыть деньги, Питер устраивается на вторую работу: теперь на нём ставят медицинские эксперименты по инъекции различных генов. В том числе ему вкалывают и ген гомосексуальности. Вернувшись домой, Питер начинает одеваться и вести себя, как гей. В принципе, Лоис нравится её «новый» муж, но её мнение кардинально меняется, когда выясняется, что сексом Питер теперь с ней заниматься не будет.
Врач заявляет, что, возможно, гомосексуальность Питера — это на всю жизнь. Скрепя сердце, Лоис и остальная семья готовятся жить дальше с «новым» Питером. Однако очень скоро глава семьи бросает свою жену ради красавчика-гея Скотта. Видя переживания Лоис, Брайан и Стьюи решают помочь семье воссоединиться: они выкрадывают Питера и отправляют его в «лагерь для натуралов» (Straight Camp). Вскоре Брайану приходится признаться Лоис и Скотту, куда пропал их муж, и Лоис едет в лагерь, чтобы вызволить Питера, потому что она не хочет принудительной смены ориентации любимого человека. Скотт встречает Питера сюрпризом: гей-оргией с участием одиннадцати партнёров. Питер в восторге, но в самый разгар вечера заканчивается действие гей-гена. Питер, придя в себя, в шоке убегает.
Гетеросексуальный, как и раньше, Питер возвращается домой.

## Создание
Название эпизода пародирует название самого мультсериала (Family Guy). В будущем подобная самопародия будет использована в эпизоде «Family Goy».
Автор сценария: Ричард Эппел
Режиссёры: Брайан Айлс, Питер Шин, Джеймс Пардам и Дебора Коун
Композитор: Рон Джоунс
Приглашённые знаменитости: Сет Роген (в роли Питера, находящегося под действием «гена Сета Рогена») и Мередит Бакстер (камео; в шоу «Изнасилованная клоуном»)
Премьеру эпизода посмотрели 4,2 % американских семей; в момент трансляции премьеры 6 % телевизоров США были переключены на канал FOX.